# Villa Marta
Die Villa Marta, auch Villa Martha, liegt in der Clara-Zetkin-Straße 22 im Ursprungsstadtteil der sächsischen Stadt Radebeul. Sie wurde 1902/1903 nach Plänen des Architekten Carl Käfer errichtet.

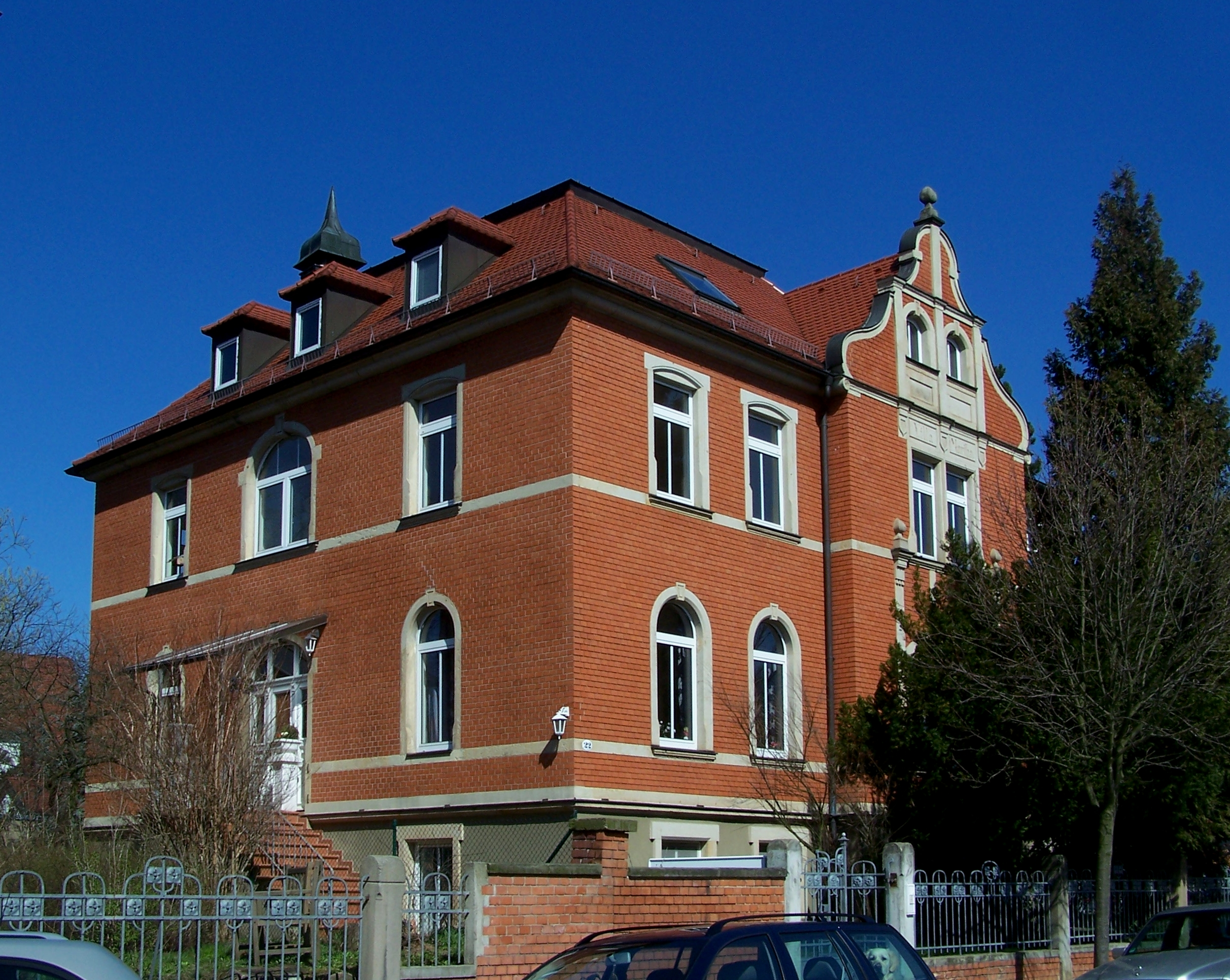
Villa Martha

## Beschreibung
Der Kaditzer Bauunternehmer Wilhelm Krobitzsch beantragte im Juni 1902 den Bau dieser Mietvilla, deren Entwurf vom Architekten Carl Käfer stammte. Die Bitte um Baurevision erfolgte im August 1903, zeitgleich mit der nebenan liegenden, vom gleichen Bauunternehmer errichteten, Villa Carola und einen Monat vor der Villa Marie. Das zweigeschossige, mit Einfriedung unter Denkmalschutz stehende Wohnhaus steht auf einem Eckgrundstück zur Lessingstraße. Es hat ein Souterraingeschoss (Tiefparterre) und ein abgeplattetes, ziegelgedecktes Walmdach. Der Grundriss ist im Gegensatz zum Nachbarhaus schiefwinklig, dem Winkel der beiden anliegenden Straßen geschuldet.
Alle Ansichten sind unterschiedlich gestaltet. In der Straßenansicht zur Clara-Zetkin-Straße befindet sich rechts ein flacher Seitenrisalit mit einem geschweiften Giebel, in den Sandsteinfassungen der sich dort befindlichen Fenster steht der Hausname. In der linken Seitenansicht befindet sich der Eingang oberhalb einer Freitreppe in das Hochparterre, geschützt durch ein Vordach.
In der Straßenansicht zur Lessingstraße steht links zur Straßenecke hin vor einer Rücklage eine zweigeschossige, massive Sandstein-Veranda. Deren oberes Geschoss entstand 1911. Über den zwei rechten Fenstern dieser Ansicht steht im Dach ein Zwerchhaus aus Fachwerk, vermutlich als Zierfachwerk gedacht. In der rechten Seitenansicht steht ein quadratischer Turm, zur Hälfte in die Fassade eingelassen, mit einer Welschen Haube.
Der in Radebeul seltene Backsteinstil des Hauses erfolgt durch rote Blendziegelfassaden mit Sandsteingliederungen, der Gebäudesockel dagegen ist verputzt. Der späthistoristische Bau wird durch eine Eisenzaun-Einfriedung im Jugendstil ergänzt.